# Rappresentazione simplettica
Nel settore della matematica della teoria della rappresentazione dei gruppi, una rappresentazione simplettica è una rappresentazione di un gruppo o di un'algebra di Lie su uno spazio vettoriale simplettico (V, ω) che conserva la forma simplettica ω. Dove ω è una forma  bilineare simplettica
{\displaystyle \omega \colon V\times V\to \mathbb {F} }
dove F è il campo scalare. Una rappresentazione di un gruppo G conserva ω se:
{\displaystyle \omega (g\cdot v,g\cdot w)=\omega (v,w)}
per tutti i g in G e i v, w in V, mentre una rappresentazione di un'algebra di Lie g preserva ω se:
{\displaystyle \omega (\xi \cdot v,w)+\omega (v,\xi \cdot w)=0}
per tutti gli ξ in g e i v, w in V. Così una rappresentazione di G (o di g) è un omomorfismo fra G (o algebra di Lie g) e un gruppo simplettico Sp (V, ω) (o la sua algebra di Lie Sp (V, ω))
Fissata una base, {\displaystyle \omega } si può rappresentare secondo una matrice di trasformazione che dovrà essere necessariamente antisimmetrica e non singolare. La dimensione dello spazio è necessariamente pari perché si dimostra che non esistono matrici antisimmetriche invertibili di dimensione dispari.

## Spazio vettoriale simplettico
In algebra lineare, si chiama spazio vettoriale simplettico uno spazio vettoriale reale {\displaystyle V} di dimensione pari dotato di una funzione {\displaystyle \omega :V\times V\to \mathbb {R} } tale che, per ogni {\displaystyle v,v',w,w'} in {\displaystyle V} e per ogni {\displaystyle \lambda ,\mu } in {\displaystyle \mathbb {R} }
{\displaystyle \omega (\lambda v+\mu v',w)=\lambda \omega (v,w)+\mu \omega (v',w)}
{\displaystyle \omega (v,\lambda w+\mu w')=\lambda \omega (v,w)+\mu \omega (v,w')}
{\displaystyle \omega (v,w)=-\omega (w,v)}
{\displaystyle \omega (v,w)=0} per ogni {\displaystyle w} implica {\displaystyle v=0}
In altre parole, {\displaystyle \omega } è una forma bilineare antisimmetrica non degenere, detta prodotto antiscalare o simplettico. {\displaystyle V} munito della forma {\displaystyle \omega } si dice anche munito di struttura simplettica.
Fissata una base, {\displaystyle \omega } si può rappresentare secondo una matrice di trasformazione che dovrà essere necessariamente antisimmetrica e non singolare.